# تحليل نوعي

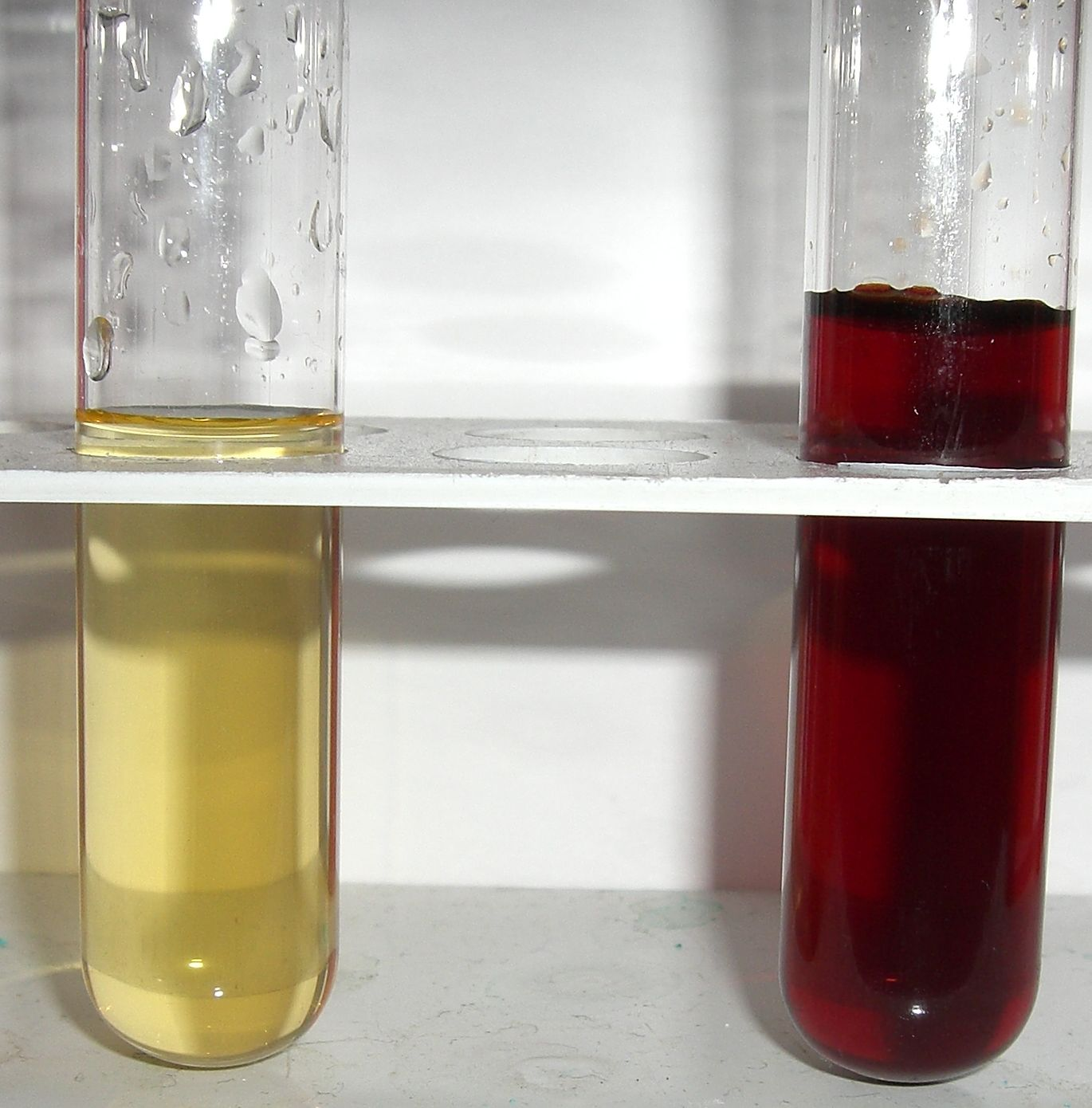
مثال عن التحليل النوعي لأيونات الحديد الثلاثي (المحلول الأصفر على اليسار) بإضافة كاشف يحوي أنيون ثيوسيانات؛ حيث يتلون المحلول باللون الأحمر الآجري كدليل على وجود أيونات الحديد الثلاثي.

التحليل النوعي هو أحد الفروع الأساسية في الكيمياء التحليلية الذي يهتم بالكشف عن العناصر الكيميائية أو المجموعات الوظيفية أو المركبات الكيميائية دون الاهتمام بكمية المادة، والتي تتحدد بوسائل التحليل الكمي.
يستخدم التحليل النوعي بكثرة في الكيمياء اللاعضوية، حيث يستخدم لتحقيق ذلك كواشف كيميائية محددة ضمن شروط معينة للكشف عن المواد بتفاعلات كيميائية معينة. يتم الاستدلال عادة بحدوث واحدة من الظاهر التالية:
- حدوث تلوّن للمحلول
- انطلاق غاز
- تفاعل ترسيب

وغيرها.
مع تطور وسائل التحليل الآلي يتم الاستغناء تدريجياً عن الوسائل التقليدية والاعتماد في الكشف على الأجهزة التحليلية.

## اقرأ أيضاً
- تحليل كمي